# 芋頭糕

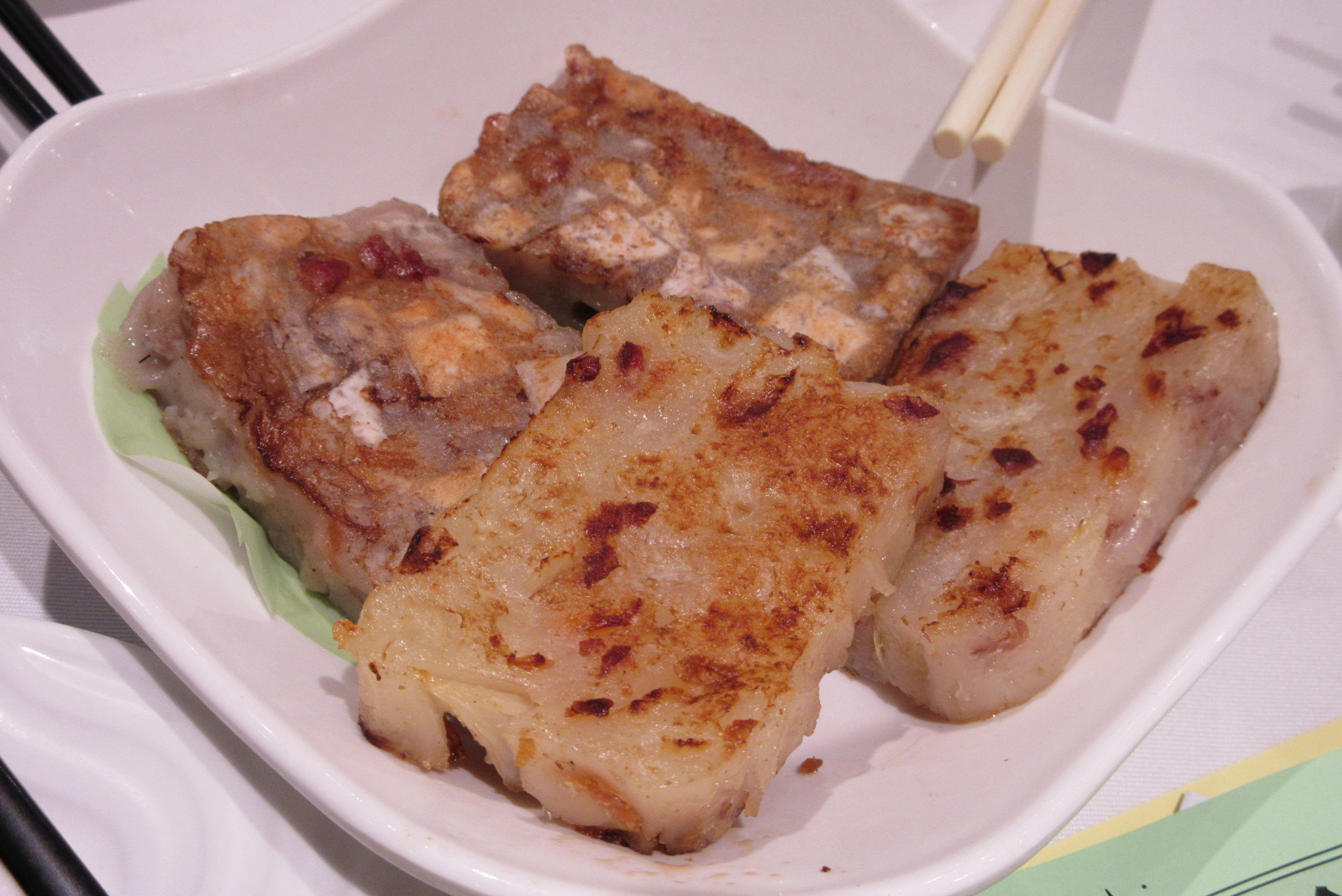
煎芋頭糕

芋頭糕是廣東和香港的一種糕點，也常在茶樓作為一種點心，材料有粘米粉、芋頭、蝦米、冬菇、臘腸和臘肉。芋头糕制作完毕可炸也可不炸就直接食用，食用时搭配辣椒酱风味更佳。

## 健康問題
香港的食物環境衞生署在2005年抽取約660個賀年食品樣本，進行化學及微生物測試，迄今已得的150多個樣本測試結果中，只有一個樣本不及格。不及格的樣本，是從餅店抽取的芋頭糕樣本，發現含金黃葡萄球菌。糕點類食物應貯存在冰箱及保持溫度在攝氏4度或以下，熱食的糕點應在徹底翻熱後才進食。